# Rosalba incrustabilis
Rosalba incrustabilis är en skalbaggsart som beskrevs av Maria Helena M. Galileo och Martins 2006. Rosalba incrustabilis ingår i släktet Rosalba och familjen långhorningar. Inga underarter finns listade i Catalogue of Life.